# The Things You Said
The Things You Said este o piesă a formației britanice Depeche Mode. Piesa a apărut pe albumul Music for the Masses, în 1987.